# Hapalogenys
Hapalogenys ist eine Fischgattung aus der Gruppe der Barschverwandten (Percomorphaceae). Sie kommt im nordwestlichen Pazifik vom südlichen Japan und der Südküste Koreas (Ostchinesisches Meer) bis nach Taiwan und zu den Philippinen, sowie an der Küste des nordwestlichen Australien und in der Andamanensee, eventuell auch im Golf von Bengalen und in der Straße von Malakka vor. Die Fische leben küstennah in Tiefen von 30 bis 230 Metern über Sand-, Schlamm- und Felsböden und an Flussmündungen.

## Merkmale
Hapalogenys-Arten werden 10 bis 40 cm lang. Sie sind hochrückig mit einem steilen Kopfprofil. Ihre Farbe ist silbrig, oliv, grau oder bräunlich. Meist sind sie durch einige breite, dunklere Längs- oder von vorne oben nach hinten unten laufende Diagonalstreifen gemustert. Die Rückenflosse ist deutlich in einen von elf bis zwölf Stacheln gestützten und einen von 13 bis 18 Weichstrahlen gestützten Teil geteilt. Der dritte Stachel der erste Rückenflosse ist der höchste, von da bis zum Ende der ersten Rückenflosse fällt ihre Höhe kontinuierlich ab. Die Afterflosse wird von drei Stacheln und acht bis zehn Weichstrahlen gestützt. Hier ist der zweite Stachel der längste. Wegen ihrer sehr kurzen Kinnbarteln werden sie im englischen Velvetchins oder Barbeled grunters genannt.

## Systematik
Die Gattung Hapalogenys wurde im Jahr 1844 durch den schottischer Naturforscher John Richardson eingeführt. Die systematische Stellung der Fische innerhalb der Barschverwandten war umstritten. Sie gehörte lange Zeit zur Familie der Süßlippen und Grunzer (Haemulidae). Später wurde sie oft als einzige Gattung in die Familie Hapalogenyidae gestellt. Bei morphologischen Vergleichen von Alt- und Jungfischen wurde eine nahe Verwandtschaft mit den Tigerbarschen (Datnioides) und Dreischwanzbarschen (Lobotes) festgestellt, die in Joseph S. Nelsons Fishes of the World, einem Standardwerk zur Fischsystematik, zusammen die Familie Lobotidae bilden.

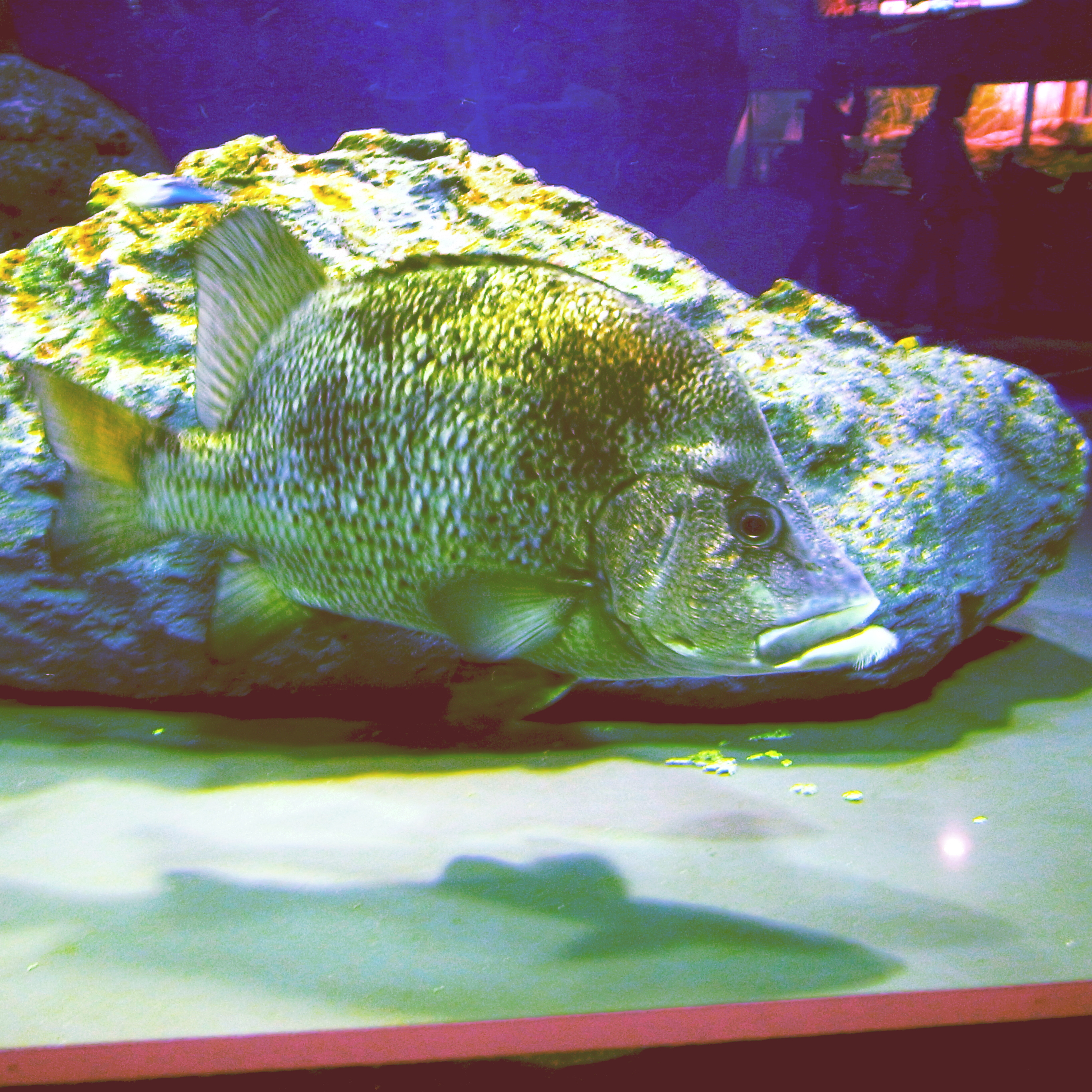
Hapalogenys sennin

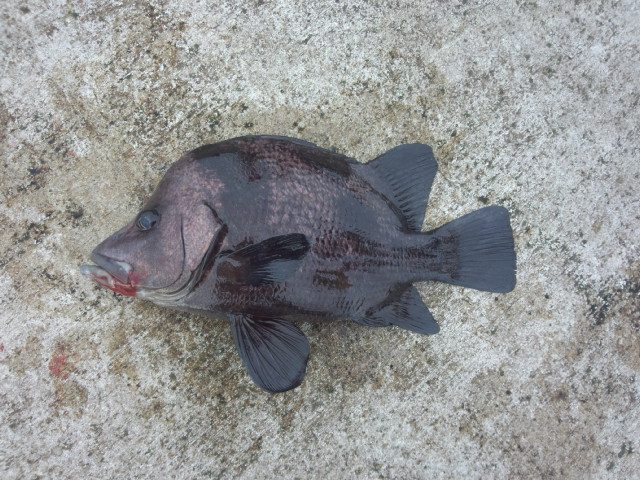
Unbestimmter Hapalogenys

Die australischen Ichthyologen Anthony Gill und Jeffrey M. Leis stellten im Oktober 2019 auch Hapalogenys in die Lobotidae. Gleichzeitig stellten sie die Lobotidae in die Ordnung der Doktorfischartigen (Acanthuriformes). Die Lobotidae teilen mit den übrigen Doktorfischartigen ein einzigartiges Merkmal (eine Synapomorphie), die zu Diagnose der Ordnung herangezogen wurde. Bei den Larven und adulten Exemplaren der Lobotidae und der übrigen Doktorfischartigen wachsen die nachwachsenden Zähne an den Außenseiten der Kiefer und ersetzen gruppenweise ihre Vorgänger.

## Arten
Zu Hapalogenys gehören acht Arten:
- Hapalogenys analis Richardson, 1845
- Hapalogenys bengalensis Mohapatra et al., 2013
- Hapalogenys dampieriensis Iwatsuki & Russell, 2006
- Hapalogenys filamentosus Iwatsuki & Russell, 2006
- Hapalogenys kishinouyei Smith & Pope, 1906
- Hapalogenys merguiensis Iwatsuki, Satapoomin & Amaoka, 2000
- Hapalogenys nigripinnis (Temminck & Schlegel, 1843)
- Hapalogenys sennin Iwatsuki & Nakabo, 2005